# Toronto Maple Leafs/Namen und Zahlen
Dieser Artikel beinhaltet Statistiken, Rekorde und Chroniken aus der Geschichte der Toronto Maple Leafs, die aus Gründen der Übersichtlichkeit aus dem Hauptartikel ausgelagert wurden.

## NHL All-Star Game-Nominierungen
Aus den Reihen der Maple Leafs standen 98 Feldspieler und elf Torhüter im Kader bei einem All-Star-Game. Dabei sind auch die drei Benefizspiele berücksichtigt, die vor der Einführung des NHL All-Star Games ausgetragen wurden. Die Feldspieler kamen zu 234 Einsätzen, bei denen ihnen 48 Tore und 79 Vorlagen gelangen. Die Torhüter bringen zusätzlich noch 19 Einsätze mit ein. Zu berücksichtigen ist dabei, dass die Maple Leafs sowohl 1934 beim Ace Bailey Benefit Game, aber zwischen 1947 und 1968 auch sieben Mal als Stanley-Cup-Sieger mit ihrem gesamten Team antraten. 47 Spieler kamen nur im Team der Maple Leafs zum Einsatz. Drei Rookies oder Sophomores der Maple Leafs standen im Kader des YoungStars Game, das von 2002 bis 2009 ausgetragen wurde.
Abkürzungen: GP = Spiele, G = Tore, A = Vorlagen,
Pts = Punkte
| Name             | von – bis | GP | G | A  | Pts |
| Frank Mahovlich  | 1959–1968 | 9  | 4 | 4  | 8   |
| Mats Sundin      | 1996–2004 | 8  | 3 | 12 | 15  |
| Dave Keon        | 1962–1973 | 8  | 0 | 2  | 2   |
| Sid Smith        | 1949–1955 | 7  | 1 | 1  | 2   |
| George Armstrong | 1956–1968 | 7  | 0 | 2  | 2   |
| Tim Horton       | 1954–1969 | 7  | 0 | 0  | 0   |
| Jimmy Thomson    | 1947–1953 | 7  | 0 | 0  | 0   |
| Harry Watson     | 1947–1953 | 6  | 1 | 4  | 5   |
| Bob Pulford      | 1958–1968 | 6  | 2 | 1  | 3   |
| Ted Kennedy      | 1947–1954 | 6  | 0 | 1  | 1   |

Mit neun Teilnahmen für die Maple Leafs ist Frank Mahovlich der Spieler, der auf die meisten Teilnahmen in der Geschichte des Teams zurückblicken kann. Bei vier Einsätzen stand er im Kader der Maple Leafs. Alle acht Einsätze von Mats Sundin waren in einem All-Star-Team. Mit zwölf Vorlagen und 15 Punkten ist Sundin auch der erfolgreichste. Mahovlich erzielte die Bestmarke von vier Treffern. Vincent Damphousse tat es ihm bei seinem einzigen Einsatz 1991 gleich. Auch er traf bei diesem Spiel viermal.
Vor den offiziellen All-Star-Games gab es drei Benefizspiele, an denen ebenfalls Spieler der Maple Leafs teilnahmen. Beim ersten, dem Ace Bailey Benefit Game, war das Team aus Toronto Gastgeber. Beim Howie Morenz Memorial Game standen mit Red Horner, Harvey Jackson und Charlie Conacher drei Spieler aus Toronto im Kader.
Nachdem die Maple Leafs als Stanley-Cup-Sieger bei den ersten drei All-Star-Games gegen das All-Star-Team spielten, standen erst beim 4. National Hockey League All-Star Game im Jahr 1950 Spieler aus Toronto in einem All-Star-Team. Mit Torhüter Turk Broda, Gus Mortson, Jimmy Thomson, Ted Kennedy und Sid Smith stellten die Maple Leafs fünf der siebzehn Spieler. Harry Watson war der erste Spieler, der ein Tor bei einem All-Star-Game erzielte. 1950 war es Sid Smith, der im All-Star-Dress als erster Spieler aus Toronto traf.
Beim 1. National Hockey League All-Star Game 1947 waren die Maple Leafs Gastgeber des All-Star-Games. Noch sechs Mal war die Maple Leaf Gardens Schauplatz des Spiels. Das 50. National Hockey League All-Star Game 2000 wurde nach 32 Jahren Abstinenz wieder in Toronto ausgetragen, nun aber im neuen Air Canada Center.
Einige Spieler der Maple Leafs halten auch Rekorde beim NHL All-Star-Game oder waren daran beteiligt. So ist Vincent Damphousse einer von fünf Spielern, die vier Tore bei einem All-Star-Game erzielen konnten.
Als 1962 erstmals der wertvollste Spieler beim All-Star-Game gewählt wurde, war Torontos Eddie Shack der Gewinner. Mit Frank Mahovlich in den Jahren 1963 und 1968 sowie Vincent Damphousse 1991 gelang dies noch drei weiteren Spielern der Maple Leafs.
Außer den All-Star-Games gab es drei weitere Anlässe, bei dem die NHL ein All-Star-Team stellte. Bei der Summit Series 1972 kamen von den Maple Leafs Ron Ellis und Paul Henderson, der das entscheidende Tor erzielte, zum Einsatz. Brian Glennie war auch nominiert, kam jedoch nicht zum Einsatz. Beim Challenge Cup 1979 wurde Toronto von Börje Salming, Lanny McDonald und Darryl Sittler vertreten. Wie bei den ersten beiden Serien, war auch beim Rendez-vous ’87 die sowjetische Nationalmannschaft Gegner des NHL-Teams, das ohne Spieler der Maple Leafs antrat.

## Trainer
In der inzwischen mehr als 80 Jahre währenden Geschichte der Maple Leafs hatte die Mannschaft 35 verschiedene Trainer. Am erfolgreichsten war dabei Hap Day, der die Leafs von 1940 bis 1950 zu insgesamt fünf Stanley-Cup-Siegen führte. Eine weitere „Trainerlegende“ der Leafs war Punch Imlach, der die Mannschaft zweimal, von 1959 bis 1969 und von 1979 bis 1981, trainierte. Unter ihm gewannen die Leafs ihre bis heute letzten vier Cups. Bei jeweils einem Sieg waren Joe Primeau (1950/51), Dick Irvin (1931/32), George O’Donoghue (1921/22 als St. Patricks) und Dick Carroll (1917/18 als Arenas) als Trainer verantwortlich.

### Zeit der Arenas und St. Patricks (1917–1927)
Abkürzungen: GC = Spiele, W = Siege, L = Niederlagen, T = Unentschieden, OTL = Niederlagen
nach Overtime, Pts = Punkte, Win % = Siegquote
| Name              | Saison           | Reguläre Saison | Reguläre Saison | Reguläre Saison | Reguläre Saison | Reguläre Saison | Reguläre Saison | Playoffs | Playoffs | Playoffs |
| Name              | Saison           | GC              | W               | L               | T               | Pts             | Win %           | GC       | W        | L        |
| Dick Carroll      | 1917/18–1918/19  | 40              | 18              | 22              | 0               | 36              | .450            | 2        | 1        | 1        |
| Frank Heffernan   | 1919/20*         | 12              | 5               | 7               | 0               | 10              | .417            | —        | —        | —        |
| Harvey Sproule    | 1919/20*         | 12              | 7               | 5               | 0               | 14              | .583            | —        | —        | —        |
| Frank Carroll     | 1920/21          | 24              | 15              | 9               | 0               | 30              | .625            | 2        | 0        | 2        |
| George O’Donoghue | 1921/22–1922/23* | 29              | 15              | 13              | 1               | 31              | .517            | 2        | 1        | 0        |
| Charles Querrie   | 1922/23*         | 43              | 21              | 21              | 1               | 43              | .488            | —        | —        | —        |
| Eddie Powers      | 1923/24–1925/26  | 66              | 31              | 32              | 3               | 65              | .470            | 2        | 0        | 2        |
| Charles Querrie   | 1926/27*         | 29              | 8               | 17              | 4               | 20              | .276            | —        | —        | —        |
| Mike Rodden       | 1926/27*         | 2               | 0               | 2               | 0               | 0               | .000            | —        | —        | —        |
| Alex Romeril      | 1926/27*         | 13              | 7               | 5               | 1               | 15              | .538            | —        | —        | —        |

* Wechsel während der Saison

### Die Ära Conn Smythe (1927–1957)
| Name         | Saison            | Reguläre Saison | Reguläre Saison | Reguläre Saison | Reguläre Saison | Reguläre Saison | Reguläre Saison | Playoffs | Playoffs | Playoffs |
| Name         | Saison            | GC              | W               | L               | T               | Pts             | Win %           | GC       | W        | L        |
| Conn Smythe  | 1927/28–1930/31*  | 134             | 57              | 57              | 20              | 134             | .425            | 4        | 2        | 2        |
| Art Duncan   | 1930/31*–1931/32* | 47              | 21              | 16              | 10              | 52              | .447            | 2        | 0        | 1        |
| Dick Irvin   | 1931/32*–1939/40  | 427             | 216             | 152             | 59              | 491             | .506            | 66       | 33       | 32       |
| Hap Day      | 1940/41–1949/50   | 546             | 259             | 206             | 81              | 599             | .474            | 80       | 49       | 31       |
| Joe Primeau  | 1950/51–1953/54*  | 210             | 97              | 71              | 42              | 236             | .462            | 15       | 8        | 6        |
| King Clancy  | 1953/54*–1955/56  | 210             | 80              | 81              | 49              | 209             | .381            | 14       | 2        | 12       |
| Howie Meeker | 1956/57           | 70              | 21              | 34              | 15              | 57              | .300            | —        | —        | —        |

Conn Smythe hatte 1927 das Team übernommen und umbenannt. Neben der Managerposition stand er auch als Trainer hinter der Bande der Maple Leafs. Smythe hatte hierbei genug Erfahrung, um die Spieler gut auf die Spiele einzustellen, galt es jedoch dem Team im Verlauf eines Spiels noch auf brenzlige Situationen hinzuweisen, fehlte ihm oft der Überblick. Mit Art Duncan hatte er sich im Laufe seiner vierten Spielzeit einen Cheftrainer hinter die Bande gestellt. Als das Team in die Maple Leaf Gardens umgezogen war, tauschte Smythe auch den Trainer. Dick Irvin fand die Mannschaft in keinem guten Zustand vor und kümmerte sich anfangs um die Fitness. Nachdem die Basis geschaffen war, gelang es ihm das Team von seinen Fähigkeiten zu überzeugen. Mit neuem Selbstvertrauen gelang es den Maple Leafs am Ende der ersten Saison von Dick Irvin den Stanley Cup zu gewinnen. Irvin stand für neun Spielzeiten hinter der Bande der Maple Leafs und übergab es zur Saison 1940/41 an den ehemaligen Spieler Hap Day. Day blieb zehn Jahre Trainer der Maple Leafs und führte das Team in dieser Zeit fünfmal zum Stanley-Cup-Sieg. Auf Day folgten drei weitere ehemalige Spieler. Doch Joe Primeau, King Clancy und Howie Meeker brachten es zusammen auf weniger Spiele als Day und nur Primeau gewann auch als Trainer den Stanley Cup.

### 1957/58–1988/89
| Name             | Saison            | Reguläre Saison | Reguläre Saison | Reguläre Saison | Reguläre Saison | Reguläre Saison | Reguläre Saison | Playoffs | Playoffs | Playoffs |
| Name             | Saison            | GC              | W               | L               | T               | Pts             | Win %           | GC       | W        | L        |
| Billy Reay       | 1957/58–1958/59   | 90              | 26              | 50              | 14              | 66              | .289            | —        | —        | —        |
| Punch Imlach     | 1959/60–1968/69   | 760             | 365             | 270             | 125             | 855             | .480            | 89       | 44       | 45       |
| John McLellan    | 1969/70–1972/73   | 310             | 126             | 139             | 45              | 297             | .406            | 11       | 3        | 8        |
| Red Kelly        | 1973/74–1976/77   | 318             | 133             | 123             | 62              | 328             | .418            | 30       | 11       | 19       |
| Roger Neilson    | 1977/78–1978/79   | 160             | 75              | 62              | 23              | 173             | .469            | 19       | 8        | 11       |
| Floyd Smith      | 1979/80*          | 68              | 30              | 33              | 5               | 65              | .441            | —        | —        | —        |
| Dick Duff        | 1979/80*          | 2               | 0               | 2               | 0               | 0               | .000            | —        | —        | —        |
| Punch Imlach     | 1979/80*–1980/81* | 10              | 5               | 5               | 0               | 10              | .500            | 3        | 0        | 3        |
| Joe Crozier      | 1980/81*          | 40              | 13              | 22              | 5               | 31              | .325            | —        | —        | —        |
| Mike Nykoluk     | 1980/81*–1983/84  | 280             | 89              | 144             | 47              | 225             | .318            | 7        | 1        | 6        |
| Dan Maloney      | 1984/85–1985/86   | 160             | 45              | 100             | 15              | 105             | .281            | 10       | 6        | 4        |
| John Brophy      | 1986/87–1988/89*  | 193             | 64              | 111             | 18              | 146             | .332            | 19       | 9        | 10       |
| George Armstrong | 1988/89*          | 47              | 17              | 26              | 4               | 38              | .362            | —        | —        | —        |

Unter Trainer Billy Reay blieben die sportlichen Erfolge aus. Nachdem Punch Imlach zum General Manager ernannt worden war, traf er die Entscheidung Reay zu ersetzen. Als Interimslösung übernahm er die Trainerrolle. Schnell gelang es ihm, das Team in die Erfolgsspur zu bringen, und am letzten Spieltag seiner ersten Saison erreichte er mit den Maple Leafs noch die Playoffs. Der Schwung aus der Saison wurde in die Endrunde mitgenommen und so gewann Imlach den Stanley Cup. In den 1960er Jahren zählte die routinierte Mannschaft aus Toronto zu den erfolgreichsten in der NHL. Nach 760 Spielen – mehr wie jeder seiner Vorgänger – wurde Imlach 1969 abgelöst. Sein Nachfolger John McLellan verfügte über keine NHL-Erfahrung als Trainer, war aber mit den Tulsa Oilers in der Central Hockey League erfolgreich gewesen. Nach vier Jahren folgte mit Red Kelly eine ehemalige Stütze des Teams. Nachdem er nach dem Gewinn des vierten Stanley Cups mit den Leafs seine Karriere beendet hatte, sammelte er als Trainer Erfahrungen bei den Los Angeles Kings und Pittsburgh Penguins. Auch er betreute das Team vier Spielzeiten lang. Für seinen Nachfolger Roger Neilson war es die erste Station in der NHL. Er war bei den Peterborough Petes einer der erfolgreichsten Nachwuchstrainer und fiel dort durch seine Finesse auf. Neilson verstand sich jedoch nicht mit dem Teambesitzer Harold Ballard, der sich schon früher von ihm trennen wollte. Nach dem Ende der Playoffs 1979 kam es zur Trennung. Mit ihm musste auch General Manager Jim Gregory gehen. Die Wunschkandidaten Scotty Bowman und Don Cherry waren jedoch nicht verfügbar und so versuchte die Vereinsführung um King Clancy, die die operativen Geschäfte leitete, Punch Imlach zurückzuholen. Imlach war wegen seiner altmodischen Ansichten ein halbes Jahr zuvor bei den Buffalo Sabres entlassen worden.
Auf die Trainerposition setzte Imlach seinen langjährigen Weggefährten Floyd Smith. Smith war gegen Ende der Saison 1979/80 in einen Autounfall verwickelt, woraufhin sich die Leafs von ihm trennten. Nach einigen Interimslösungen, bei denen auch Punch Imlach wieder hinter die Bande stand, verpflichtete Imlach mit Joe Crozier einen weiteren ehemaligen Weggefährten. Eine Bilanz von 13 Siegen aus 40 Spielen führte jedoch zur Trennung. Mehr Erfolg hatte Mike Nykoluk, der einst für Toronto gespielt und in den Jahren zuvor bei den Philadelphia Flyers und New York Rangers Erfahrungen als Assistenztrainer in der NHL gesammelt hatte. Unmittelbar nachdem Dan Maloney seine aktive Karriere bei den Leafs beendet hatte, war er ab der Saison 1982/83 Assistenztrainer von Nykoluk. Zur Saison 1984/85 übernahm er die Rolle als Cheftrainer. Nach zwei Jahren mit mäßigem Erfolg, folgte mit John Brophy erneut der Assistenztrainer. Nach einem vielversprechenden Jahr ging es aber auch für ihn abwärts. Es kam zu einer Auseinandersetzung mit General Manager Gerry McNamara, bei der sich Brophy durchsetzte. Im Dezember 1988 kam jedoch für ihn das Aus, und George „Chief“ Armstrong betreute das Team bis zum Ende der Spielzeit.

### Seit 1989/90
| Name           | Saison            | Reguläre Saison | Reguläre Saison | Reguläre Saison | Reguläre Saison | Reguläre Saison | Reguläre Saison | Reguläre Saison | Playoffs | Playoffs | Playoffs |
| Name           | Saison            | GC              | W               | L               | T               | OTL             | Pts             | Win %           | GC       | W        | L        |
| Doug Carpenter | 1989/90–1990/91*  | 91              | 39              | 47              | 5               | —               | 83              | .429            | 5        | 1        | 4        |
| Tom Watt       | 1990/91*–1991/92  | 149             | 52              | 80              | 17              | —               | 121             | .349            | —        | —        | —        |
| Pat Burns      | 1992/93–1995/96*  | 281             | 133             | 107             | 41              | —               | 307             | .473            | 46       | 23       | 23       |
| Nick Beverley  | 1995/96*          | 17              | 9               | 6               | 2               | —               | 20              | .529            | 6        | 2        | 4        |
| Mike Murphy    | 1996/97–1997/98   | 164             | 60              | 87              | 17              | —               | 137             | .366            | —        | —        | —        |
| Pat Quinn      | 1998/99–2005/06   | 574             | 300             | 196             | 52              | 26              | 678             | .523            | 80       | 41       | 39       |
| Paul Maurice   | 2006/07–2007/08   | 164             | 76              | 66              | —               | 22              | 174             | .463            | —        | —        | —        |
| Ron Wilson     | 2008/09–2011/12*  | 310             | 130             | 135             | —               | 45              | 305             | .419            | —        | —        | —        |
| Randy Carlyle  | 2011/12*–2014/15* | 188             | 91              | 78              | —               | 19              | 201             | .484            | 7        | 3        | 4        |
| Peter Horachek | 2014/15*          | 42              | 9               | 28              | —               | 5               | 23              | .274            | —        | —        | —        |
| Mike Babcock   | 2015/16–2019/20*  | 351             | 173             | 133             | —               | 45              | 369             | .493            | 20       | 8        | 12       |
| Sheldon Keefe  | 2019/20*–2023/24  | 349             | 212             | 97              | —               | 40              | 464             | .665            | 37       | 16       | 21       |
| Craig Berube   | seit 2024/25      | 82              | 52              | 26              | —               | 4               | 108             | .659            | 13       | 7        | 6        |

In den letzten Jahren waren vor allem Pat Burns, der an der Spitze der Leafs 1993 zum besten Trainer der Liga gewählt worden war, und Pat Quinn erfolgreich. Nach Quinns Entlassung 2006 wurde Paul Maurice, der bisherige Trainer der Toronto Marlies, der neue Trainer der Leafs. Ihn löste vor der Saison 2008/09 Ron Wilson ab, der in den folgenden drei Jahren ebenfalls nicht die Play-offs erreichen konnte. Sein Nachfolger wurde Randy Carlyle, der bereits mit den Anaheim Ducks den Stanley Cup gewonnen hatte. Carlyle führte die Leafs 2013 in die Play-offs, scheiterte dort jedoch bereits in der ersten Runde. Im Januar 2015 wurde er entlassen und interimsweise durch Peter Horachek ersetzt. Horachek wurde am Ende der Saison 2014/15 samt General Manager Dave Nonis entlassen. Als neuer Cheftrainer wurde daraufhin Mike Babcock vorgestellt, der das Team bis zu einem schwachen Start in die Spielzeit 2019/20 betreute und daraufhin durch Sheldon Keefe ersetzt wurde. Dieser wiederum leitete die Geschicke des Teams bis zum Ende der Saison 2023/24, ehe Craig Berube seine Nachfolge antrat.

## General Manager
| Name            | Saison           |
| Charles Querrie | 1917/18–1926/27  |
| Conn Smythe     | 1927/28–1956/57  |
| Hap Day         | 1957/58          |
| Punch Imlach    | 1958/59–1968/69  |
| Jim Gregory     | 1969/70–1978/79  |
| Punch Imlach    | 1979/80–1981/82* |
| Gerry McNamara  | 1981/82*–1987/88 |
| Gord Stellick   | 1988/89          |
| Floyd Smith     | 1989/90–1990/91  |
| Cliff Fletcher  | 1991/92–1996/97  |

| Name             | Saison            |
| Ken Dryden       | 1997/98–1998/99   |
| Pat Quinn        | 1999/00–2002/03   |
| John Ferguson    | 2003/04–2007/08*  |
| Cliff Fletcher** | 2007/08*–2008/09* |
| Brian Burke      | 2008/09*–2012/13  |
| Dave Nonis       | 2012/13–2014/15   |
| Lou Lamoriello   | 2015/16–2017/18   |
| Kyle Dubas       | 2018/19–2022/23   |
| Brad Treliving   | seit 2023/24      |

## Mitglieder der Hockey Hall of Fame
Derzeit sind 64 ehemalige Spieler Toronto Maple Leafs, St. Patricks und Arenas Mitglieder der Hockey Hall of Fame, mehr als von jeder anderen Mannschaft.
| - Jack Adams - Glenn Anderson - Dave Andreychuk - Syl Apps - George „Chief“ Armstrong - Ace Bailey - Andy Bathgate - Tom Barrasso - Ed Belfour - Max Bentley - Leo Boivin - Johnny Bower - Turk Broda - Harry Cameron - King Clancy - Sprague Cleghorn | - Charlie Conacher - Clarence „Hap“ Day - Rusty Crawford - Gordie Drillon - Dick Duff - Babe Dye - Fernie Flaman - Ron Francis - Grant Fuhr - Mike Gartner - Eddie Gerard - Doug Gilmour - George Hainsworth - Harry „Hap“ Holmes - Reginald „Red“ Horner - Tim Horton | - Syd Howe - Punch Imlach - Busher Jackson - Red Kelly - Ted Kennedy - Dave Keon - Brian Leetch - Eric Lindros - Harry Lumley - Frank Mahovlich - Lanny McDonald - Dickie Moore - Larry Murphy - Joe Nieuwendyk - Frank Nighbor - Reg Noble | - Bert Olmstead - Bernie Parent - Babe Pratt - Pierre Pilote - Jacques Plante - Joe Primeau - Marcel Pronovost - Bob Pulford - Börje Salming - Terry Sawchuk - Sweeney Schriner - Darryl Sittler - Allan Stanley - Mats Sundin - Norm Ullman - Harry Watson |

## Top-10-Wahlrechte im NHL Entry Draft
Seit 1969 hatten die Toronto Maple Leafs 41 Draftrechte in der ersten Runde des NHL Entry Draft, bis 1978 als NHL Amateur Draft bekannt. 21 Mal konnten sie bereits als eine der ersten zehn Mannschaften einen Spieler auswählen und ein Mal hatten sie das erste Wahlrecht im Draft.
| Name            | Jahr | Draft-Position |
| Ernie Moser     | 1969 | 9.             |
| Darryl Sittler  | 1970 | 8.             |
| Lanny McDonald  | 1973 | 4.             |
| Bob Neely       | 1973 | 10.            |
| Don Ashby       | 1975 | 6.             |
| Laurie Boschman | 1979 | 9.             |
| Jim Benning     | 1981 | 6.             |
| Gary Nylund     | 1982 | 3.             |
| Russ Courtnall  | 1983 | 7.             |
| Al Iafrate      | 1984 | 4.             |
| Wendel Clark    | 1985 | 1.             |

| Name               | Jahr | Draft-Position |
| Vincent Damphousse | 1986 | 6.             |
| Luke Richardson    | 1987 | 7.             |
| Scott Pearson      | 1988 | 6.             |
| Scott Thornton     | 1989 | 3.             |
| Drake Berehowsky   | 1990 | 10.            |
| Brandon Convery    | 1992 | 8.             |
| Nikolai Antropow   | 1998 | 10.            |
| Luke Schenn        | 2008 | 5.             |
| Nazem Kadri        | 2009 | 7.             |
| Morgan Rielly      | 2012 | 5.             |
| William Nylander   | 2014 | 8.             |

| Name            | Jahr | Draft-Position |
| Mitchell Marner | 2015 | 4.             |
| Auston Matthews | 2016 | 1.             |

Die Spieler der frühen Draftjahre 1963 bis 1968 sind hier nicht aufgeführt.

## Franchise-Top-Punktesammler
Die zehn besten Punktesammler in der Geschichte des Franchise bis zum Ende der regulären Saison 2024/25 und der Playoffs 2025.
Abkürzungen: Pos = Position, GP = Spiele, G = Tore, A = Vorlagen, Pts = Punkte, P/G = Punkte pro Spiel
| Name             | Pos | Saison          | GP   | G   | A   | Pts | P/G  |
| Mats Sundin      | C   | 1994/95–2007/08 | 981  | 420 | 567 | 987 | 1,00 |
| Darryl Sittler   | C   | 1970/71–1981/82 | 844  | 389 | 527 | 916 | 1,08 |
| Dave Keon        | C   | 1960/61–1974/75 | 1062 | 365 | 493 | 858 | 0,80 |
| Börje Salming    | D   | 1973/74–1988/89 | 1099 | 148 | 620 | 768 | 0,69 |
| Mitchell Marner  | RW  | seit 2016/17    | 657  | 221 | 520 | 741 | 1,13 |
| Auston Matthews  | C   | seit 2016/17    | 629  | 401 | 326 | 727 | 1,16 |
| Chief Armstrong  | RW  | 1949/50–1970/71 | 1188 | 296 | 417 | 713 | 0,60 |
| Ron Ellis        | RW  | 1963/64–1980/81 | 1034 | 332 | 308 | 640 | 0,61 |
| William Nylander | C   | seit 2015/16    | 685  | 262 | 350 | 612 | 0,89 |
| Frank Mahovlich  | LW  | 1956/57–1967/68 | 720  | 296 | 301 | 597 | 0,82 |

| Name            | Pos | GP  | G  | A  | Pts | P/G  |
| Doug Gilmour    | C   | 52  | 17 | 60 | 77  | 1,48 |
| Mats Sundin     | C   | 77  | 32 | 38 | 70  | 0,90 |
| Dave Keon       | C   | 89  | 32 | 35 | 67  | 0,75 |
| Darryl Sittler  | C   | 64  | 25 | 40 | 65  | 1,01 |
| Mitchell Marner | RW  | 70  | 13 | 50 | 63  | 0,90 |
| Wendel Clark    | LW  | 79  | 34 | 27 | 61  | 0,77 |
| Ted Kennedy     | C   | 78  | 29 | 31 | 60  | 0,76 |
| Chief Armstrong | RW  | 110 | 26 | 34 | 60  | 0,54 |
| Frank Mahovlich | LW  | 84  | 24 | 36 | 60  | 0,71 |
| Auston Matthews | C   | 68  | 26 | 33 | 59  | 0,87 |